# Chalepogenus
Chalepogenus is een geslacht van vliesvleugelige insecten uit de familie bijen en hommels (Apidae)

## Soorten
- C. bicellularis Roig-Alsina, 1999
- C. caeruleus (Friese, 1906)
- C. calceolariae Roig-Alsina, 1999
- C. clypeolatus Roig-Alsina, 1999
- C. cocuccii Roig-Alsina, 1999
- C. crassifasciatus Roig-Alsina, 1999
- C. goeldianus (Friese, 1899)
- C. herbsti (Friese, 1906)
- C. luciane (Urban, 1996)
- C. muelleri (Friese, 1899)
- C. neffi Roig-Alsina, 1999
- C. nigripes (Friese, 1899)
- C. parvus Roig-Alsina, 1997
- C. perimelaena (Cockerell, 1916)
- C. rasmusseni Roig-Alsina, 1999
- C. roitmani Roig-Alsina, 1999
- C. rozeni Roig-Alsina, 1999
- C. rufipes Roig-Alsina, 1999
- C. subcaeruleus Roig-Alsina, 1999
- C. unicolor Roig-Alsina, 1999
- C. vogeli Roig-Alsina, 1999